# 札幌第一高等学校
札幌第一高等学校（さっぽろだいいちこうとうがっこう、英: Sapporo Daiichi High School）は、北海道札幌市豊平区月寒西に所在する私立高等学校。通称は「札幌第一」、「札第一」、「札一高」、「SDH」。

## 沿革
- 1958年3月20日 - 学校法人希望学園の設立が認可され、札幌第一高等学校として創立される。
- 1958年4月1日 - 初代校長として山口末一就任。
- 1961年4月1日 - 男普通科に併設して航空工学科を新設する。
- 1964年6月30日 ‐ 航空工学科を航空機械科に改める。
- 1967年4月1日 - 男女共学となる。
- 1973年3月31日 - 航空機械科を機械科に、自動車工学科を自動車科に改める。
- 1976年4月1日 - 工業科を普通科に学科変更する。
- 1998年4月1日 - 総合進学コース開始。
- 2009年 - 文理コース北進クラス・文理コース選抜クラス新設。
- 2014年 - 文理選抜コース開始。
- 2015年7月 - 新校舎棟完成。

## 特徴

### 学校全体

#### 学校設備
- 学校が建つ以前は、陸軍病院（札幌衛戍病院）があり、その建物を使っていたが、2015年に新校舎への建て替えが完了。現在の校舎は本館と記念館で構成されている。
- 「特別自習室」がある。一人ひとりブースで区切られており、生徒なら誰でも利用できる。
- 「トレーニングルーム」や「野球部室内練習場」など、部活動の面でも最新設備が充実している。
- 全教室冷暖房完備
- 全自動シャワートイレ
- セグウェイ体験
- ビックパットでの授業
- カフェラウンジテラスあり
- 自習室の他にスキップフロアなどその他自習スペース有
- 地下歩行空間有。
- 警備員常駐。

### 学習面

#### 組織
- 総合進学コース、文理北進コース、文理選抜コースに分かれている。
- 総合進学コース、文理北進コースでは、3年次で文系クラスと理系クラスとに分かれるが、文理選抜コースでは、2年次から文系と理系に分かれる。

## 交通アクセス
- 札幌市交通局地下鉄東豊線「月寒中央駅」下車（4番出口徒歩3分）
- 北海道中央バス（平岡営業所）「月寒中央通10丁目」下車（徒歩2分）
- 自転車通学は届出制であり、バイクや自動車での通学は禁止されている。

## 部活動
- 体育系
  - 野球部
  - サッカー部
  - スキー部
  - 陸上部
  - テニス部
  - 柔道部
  - 剣道部
  - 男子バレーボール部
  - 女子バレーボール部
  - チアリーダー部
  - バドミントン部
  - 空手部
  - 卓球部
  - 山岳部
  - 男子バスケットボール部
  - 女子バスケットボール部
- 文化系
  - 合唱部
  - 演劇部
  - 美術部
  - 書道部
  - 写真部
  - 華道部
  - 茶道部
  - 理学部
  - 家庭科部
  - 水泳同好会
  - 体操同好会
  - モーグルスキー同好会
  - ゴルフ同好会
  - インターアクト同好会
  - 囲碁将棋同好会
  - 漫画研究同好会
  - 英語研究同好会
  - 郷土研究同好会
  - 文芸同好会
  - 弁論同好会
  - 邦楽研究同好会
  - 資格同好会
- 外局
  - 執行部
  - 図書局
  - 放送局
  - 吹奏楽局
  - 新聞局

### 実績
- 野球部
  - 明治神宮野球大会に2回北海道代表として出場、選抜高等学校野球大会に3回北海道代表として出場、全国高等学校野球選手権大会に3回南北海道代表として出場している。
- サッカー部
  - 全国高等学校総合体育大会（総体）に5回北海道代表として出場、全国高等学校サッカー選手権大会（選手権）に1回北海道代表として出場している。

## 著名な出身者

### スポーツ選手
- 出耒田敬（バレーボール選手、堺ブレイザーズ・全日本代表）
- 右代啓祐（陸上競技選手、陸上十種日本記録保持者・ロンドン五輪リオ五輪代表）
- 奥井迪（女子競輪選手）
- 小山昌規（柔道家）
- 池ヶ谷颯斗（プロサッカー選手、Y.S.C.C.横浜）
- 下村東美（元プロサッカー選手、セレッソ大阪他）
- 宮下真洋（元プロサッカー選手、大宮アルディージャ）
- 山橋貴史（元プロサッカー選手・現サッカー指導者、セレッソ大阪他）
- 渡部龍一（元プロ野球選手、日本ハムファイターズ)
- 高梨利洋（元プロ野球選手、ヤクルトスワローズ）
- 若松尚輝（プロ野球選手、横浜DeNAベイスターズ）
- 大友潤（社会人野球選手）

### その他
- 鈴木あずさ (埼玉西武ライオンズ球団職員)
- ASKA（シンガーソングライター、元CHAGE and ASKA）※福岡第一高等学校へ転校
- 柴田直人（ベーシスト、ANTHEM、元LOUDNESS）
- 山口一郎（ロックバンド、サカナクション）
- 岩寺基晴（ロックバンド、サカナクション）
- 長瀬実夕（歌手、元ZONEメインボーカル）
- 青木亞一人（ロックバンド、アシュラシンドローム）
- 櫻田真人（前北見市長、元北見市議会議員）
- 田中理恵（声優、歌手）

### 関係者
- 宮崎一夫（1984年-1995年野球部監督）
- 高梨英夫（1995年-2001年野球部監督）

## 系列校
- 北嶺中学校・高等学校